# تبليط صخري

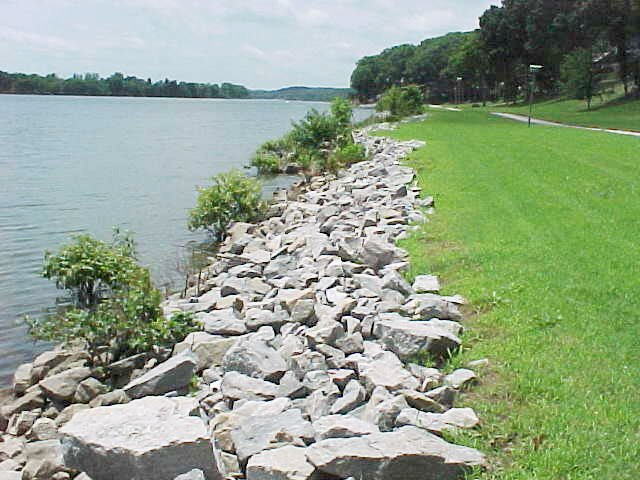
التبليط الصخري.

التبليط الصخري أو الدَكّة (بالإنجليزية: Riprap)‏، هو عدد من الصخور المكسورة أو الحصى، وُضعت على سطح الأرض، مثل على واجهة السد أو الشاطئ أو تبليط قاع قنوات الصرف، للحماية من تأثير أو تدفق المياه. وهي عادةً تتكون من مجموعة مختلفة من أنواع الصخور مثل الجرانيت أو الحجر الجيري.

## روابط خارجية
- Ohio Dept. of Natural Resources riprap guide
- US Bureau of Reclamation publication on riprap for dam overtopping
- Minnesota DNR
- USGS Minerals Yearbook: Stone, Crushed نسخة محفوظة 26 سبتمبر 2007 على موقع واي باك مشين.